# HDR10+

Logotipo de HDR10+

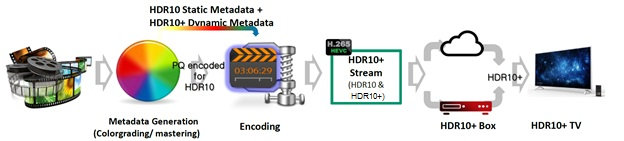
Flujo de trabajo de metadatos HDR10+

HDR10+ es una tecnología de video de alto rango dinámico (HDR) que agrega metadatos dinámicos a los archivos fuente HDR10. Los metadatos dinámicos se utilizan para ajustar y optimizar cada cuadro del video HDR a las capacidades de la pantalla del consumidor de una manera basada en las intenciones del creador del contenido.
HDR10+ es una alternativa a Dolby Vision, que también utiliza metadatos dinámicos. HDR10+ es la variante predeterminada de metadatos dinámicos como parte del estándar HDMI 2.1.
HDR10+ Adaptive es una actualización diseñada para optimizar el contenido de HDR10+ según la luz ambiental.

## Descripción
HDR10+, también conocido como HDR10 Plus, fue anunciado el 20 de abril de 2017 por Samsung y Amazon Video. HDR10+ actualiza HDR10 al agregar metadatos dinámicos que se pueden usar para ajustar con mayor precisión los niveles de brillo hasta el rango completo de valores de código PQ (brillo máximo de 10,000 nits) escena por escena o cuadro por cuadro. La tecnología está estandarizada y definida en SMPTE ST 2094-40. HDR10+ es un estándar abierto y está libre de regalías; está respaldado por una lista creciente de software y herramientas de posproducción. Un programa de certificación y logotipo para fabricantes de dispositivos HDR10+ está disponible con una tarifa de administración anual para ciertas categorías de usuarios y sin regalías por unidad. Los centros de prueba autorizados realizan pruebas de certificación para dispositivos HDR10+.
El 28 de agosto de 2017, Samsung, Panasonic y 20th Century Fox crearon la Alianza HDR10+ para promover el estándar HDR10+. Amazon Video comenzó a ofrecer videos HDR10+ el 13 de diciembre de 2017. El 5 de enero de 2018, Warner Bros. anunció su compatibilidad con el estándar HDR10+. El 6 de enero de 2018, Panasonic anunció reproductores de Blu-ray Ultra HD compatibles con HDR10+. El 4 de abril de 2019, Universal Pictures Home Entertainment anunció una colaboración tecnológica con Samsung Electronics para lanzar nuevos títulos masterizados con HDR10+. Se considera que tiene la mayoría de las ventajas de Dolby Vision sobre HDR10, además de estar libre de regalías.
HDR10+ señala el rango dinámico y las características de la escena escena por escena o incluso cuadro por cuadro. El dispositivo de visualización luego usa los metadatos dinámicos para aplicar un mapa de tonos apropiado a través del proceso de mapeo de tonos dinámicos. El mapeo de tonos dinámico difiere del mapeo de tonos estático al aplicar una curva de tono diferente de una escena a otra en lugar de usar una única curva de tono para todo el video.
HDR10+ y Dolby Vision no utilizan los mismos metadatos dinámicos.

## Detalles técnicos

### Perfil de contenido HDR10+
- EOTF: SMPTE ST 2084 (PQ)
- Submuestreo de croma: 4:2:0 (para fuentes de video comprimidas)
- Resolución: Agnóstico (2K/4K/8K,[23] etc.)
- Profundidad de bits: 10 bits o más (hasta 16 bits) por canal de color
- Colores primarios: ITU-R BT.2020
- Valor máximo de píxel linealizado: 10 000 cd/m2 para cada color R/G/B (contenido)
- Metadatos (requeridos): Mastering Display Color Volume Metadata[24]
- Metadatos (opcional): MaxCLL, MaxFALL[25]

La tecnología HDR10+ puede admitir la gama completa de estándares HDR hasta 10 000 cd/m2, 8K y gama de colores BT.2020. Al ser independiente de la resolución, los metadatos deben crearse solo una vez y pueden aplicarse a cualquier resolución de destino.
HDR10+ es compatible con las tecnologías de codificación de video HEVC, AV1, compatibilidad con VP9 a través de WebM, así como con cualquier códec que admita metadatos ITU-T T.35.

### Flujo de trabajo y ecosistema

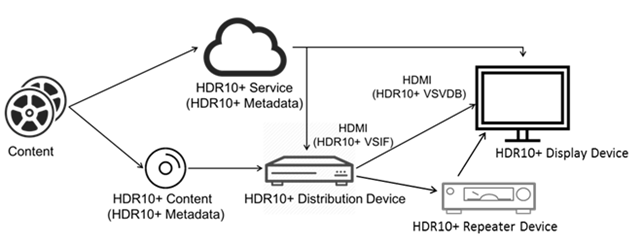
Ecosistema de distribución HDR10+

HDR10+ utiliza un archivo maestro HDR10 dentro de los flujos de trabajo de distribución y posproducción HDR existentes.
El ecosistema HDR10+ es utilizado dentro de los sistemas actuales por,
- Almacenar metadatos HDR10+ en archivos JSON
- Incorporar metadatos HDR10+ en contenido codificado HDR10
- Distribución a través de flujo digital (por ejemplo, transmisión con HDR10+ SEI[27])
- Mostrar contenido HDR10+ en una pantalla compatible (p. ej. Interfaces HDMI con HDR10+ VSIF) y dispositivos móviles[28]

### Generación de metadatos
Para video on-demand (VOD) y fuera de línea (por ejemplo, Blu-ray de ultra alta definición, over-the-top (OTT), distribuidor de programación de video multicanal (MVPD)), se pueden crear metadatos HDR10+ durante la publicación. -producción, proceso de masterización o durante la transcodificación /codificación para back-ends de distribución mediante herramientas de generación de contenido HDR10+ en dos pasos,
1. Identificar cortes de escena, y
2. Realizar un análisis de imagen en cada escena o cuadro para obtener estadísticas

Los metadatos HDR10+ se intercambian a través de un archivo de texto estructurado JSON de baja complejidad, que luego se analiza y se inyecta en archivos de video.

### Codificación en vivo

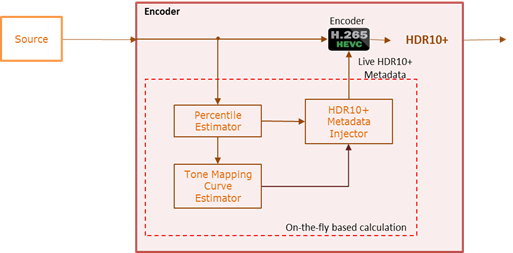
Flujo de trabajo del codificador en vivo HDR10+

Los casos de uso en vivo son posibles mediante la entrega de metadatos HDR10+ en cada cuadro. Los codificadores HEVC generan e inyectan metadatos en contenido en vivo y los teléfonos móviles graban video y crean metadatos HDR10+ en tiempo real durante la grabación. La codificación en vivo se detalla en el diagrama de flujo de trabajo del codificador en vivo y las operaciones de transmisión en tiempo real son compatibles en el punto de transmisión, lo que permite una operación de transmisión sin metadatos.

### Compatibilidad

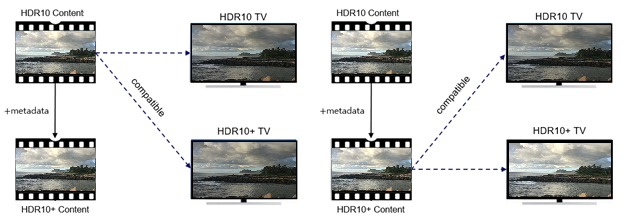
Compatibilidad con versiones anteriores de HDR10+

Los metadatos HDR10+ siguen ITU-T T.35 y pueden coexistir con otros metadatos HDR, como los metadatos estáticos HDR10 que hacen que el contenido HDR10+ sea compatible con versiones anteriores con televisores que no sean HDR10+. Los dispositivos que no admiten el formato ignoran los metadatos de HDR10+ y el video se reproduce en HDR10.

## Administración
HDR10+ Technologies, LLC administra el programa de licencia y certificación para los productos que desean adoptar HDR10+. HDR10+ Technologies, LLC proporciona las especificaciones técnicas, las especificaciones de prueba y el logotipo certificado.

### Fundadores[33]
- 20th Century Fox (ahora 20th Century Studios)
- Panasonic Corporation
- Samsung Electronics

### Centros de pruebas autorizados
La certificación de productos se realiza a través de centros de prueba autorizados. La siguiente es una lista de los centros de prueba autorizados de HDR10+:
- Allion – Japón
- Allion Shenzhen – China
- Allion Taipéi – Taiwán
- BluFocus – Estados Unidos
- Kwangsung – Corea del Sur
- SGS-CSTC Standards Technical Services Co. Ltd – China
- Shenzen CESI Information Technology Co., Ltd Archivado el 20 de agosto de 2022 en Wayback Machine. – China
- TIRT – China
- TTA – Corea del Sur

## Adopción

### Productos con certificación HDR10+
Las categorías de productos certificados incluyen:
- Pantallas de ultra alta definición
- Reproductores de discos Blu-ray de ultra alta definición
- Sistemas en chip (SoC)
- decodificadores
- Receptores A/V
- Aplicaciones de transmisión
- Dispositivos móviles
- Sistemas de entretenimiento a bordo